# Hoya microstemma
Hoya microstemma ist eine Pflanzenart der Gattung der Wachsblumen (Hoya) aus der Unterfamilie der Seidenpflanzengewächse (Asclepiadoideae).

## Merkmale
Hoya microstemma ist eine epiphytische, windend-kletternde, ausdauernde Pflanze mit schlanken Trieben. Die im Querschnitt runden Triebe sind wenig beblättert und kahl. Frische Triebe sind biegsam, ältere Triebe verholzen an der Basis. An der Unterseite der Triebe, wo sie der Unterlage aufliegen, bilden sich Haftwurzeln aus. Die gegenständigen Blätter sind ausgebreitet und sehr kurz gestielt (nur etwa 2 mm). Die fleischigen Blattspreiten sind elliptisch, 2 bis 3,3 cm lang und mittig 0,8 bis 1,5 cm breit. Der Apex ist stumpf, die Basis ist keilförmig. Ober- und Unterseiten sind kahl. Die Blattnervatur tritt nicht prominent hervor, lediglich die Mittelrippe ist etwas deutlicher.
Die doldenförmigen Blütenstände enthalten 8 bis 15 Blüten. Die Blütenstandsstiele sind kahl und etwa 4 cm lang. Die sehr schlanken Blütenstiele sind etwa 0,7 cm lang und spärlich flaumig behaart. Die Kelchblätter sind eiförmig-dreieckig und etwa 1 mm lang. Sie laufen stumpf zu und sind außen spärlich fein flaumig behaart oder mit Zilien besetzt.
Die fleischfarbene Blütenkrone ist radförmig mit einem Durchmesser von 0,7 cm, die Kronblätter sind in der basalen Hälfte verwachsen. Die Kronblattzipfel sind eiförmig und enden spitz. Die Apices sind zurückgebogen. Sie innen dicht mit feinen Flaumhaaren bedeckt. Die rosaroten Nebenkronenzipfel sind elliptisch und ausgebreitet. Sie sind von der Spitze des inneren Fortsatz bis zum Ende des äußeren Fortsatzes etwa 1,5 mm lang. Der innere Fortsatz ist spitz, der äußere Fortsatz ist stumpf. Die Zipfel sind oben in Längsrichtung gekielt, die Seiten sind gekielt. Die Staubbeutel sind kurz, nur wenig kürzer als die inneren Fortsätze. Die Pollinia sind etwas schief länglich mit einem sehr kleinen, rhombischen Corpusculum. Die Caudiculae sind sehr kurz. Früchte und Samen sind nicht bekannt.

## Ähnliche Arten
Hoya microstemma unterscheidet sich von Hoya collina und Hoya eitapensis durch die kleineren Blätter und die kleineren Blüten.

## Geographische Verbreitung und Habitat
Die Art kommt in Papua-Neuguinea im Torricelli-Gebirge vor. Sie wuchs dort in etwa 800 m über Meereshöhe auf Bäumen. Rudolf Schlechter fand sie blühend im September 1908.

## Taxonomie
Das Taxon wurde 1913 von Rudolf Schlechter beschrieben. Der Holotypus wurde im Herbarium des Botanischen Garten Berlin unter der Nr. Schlechter #20190 aufbewahrt. Ob er noch existiert, ist nicht bekannt. Die Datenbank Plants of the World online akzeptiert das Taxon als gültige Art.